# HD 94510
u Carinae
Cet article concerne u Carinae (avec un u minuscule). Pour l'étoile variable U Carinae (avec un U majuscule), voir HD 95109.
Désignations
u Carinae (en abrégé u Car), également désignée HD 94510 ou HR 4257, est une étoile de la constellation de la Carène. Sa magnitude apparente est de +3,79. D'après la mesure de sa parallaxe annuelle par la satellite Hipparcos, elle est située à 95 années-lumière de la Terre. Elle s'éloigne du Système solaire à une vitesse radiale de +8 km/s.
u Carinae est une étoile sous-géante orange de type spectral K0IV. Elle est 22,3 fois plus lumineuse que le Soleil. C'est une variable suspectée avec une magnitude qui a été mesurée varier entre 3,75 et 3,80.